# Žuta zvečka
Žuta zvečka (lat. Chondrilla juncea), zeljasta dvogodišnja biljka ili trajnica iz porodice glavočika raširena po dijelovima Euroazije (uključujući i Hrvatsku) i sjeverne Afrike (Maroko, Alžir, Tunis, Libija).
Vrsta je podrijetlom iz podrčja oko Kaspijskog jezera, odakle se raširila po mediteranu i srenjoj Europi, a kasnije je uvezena u brojne druge države po Oceaniji i Sjevernoj i Južnoj Americi.
C. juncea može aseksualno proizvesti veliki broj sjemenki koje se raspršuju vjetrom na velike udaljenosti. Također se može lokalno širiti vegetativnim rastom iz korijenskih fragmenata.
- C. juncea
- C. juncea
- C. juncea
- C. juncea
- C. juncea

## Sinonimi
- Chondrilla acantholepis Boiss.
- Chondrilla acanthophylla Borkh. ex Rchb.
- Chondrilla angustissima Hegetschw.
- Chondrilla crepoides Reich.
- Chondrilla gaudinii Hegetschw.
- Chondrilla glomerata K.Koch
- Chondrilla hispida Desf.
- Chondrilla intybacea Friv.
- Chondrilla juncea subsp. acantholepis (Boiss.) Takht.
- Chondrilla juncea subsp. macrocarpa Chrtek
- Chondrilla laciniata Steven
- Chondrilla lutea Dulac
- Chondrilla rigens Rchb.
- Chondrilla viminea Bubani
- Chondrilla virgata C.Presl
- Chondrilla viscosa Gilib.
- Hieracium chondrilla E.H.L.Krause
- Hieracium junceum (L.) Bernh.